# Wagner-Whitin-Modell
Das Wagner-Whitin-Modell ist ein Modell der dynamischen Losgrößenplanung und der Bestellmengenplanung. Es wurde 1958 erstmals von Harvey M. Wagner und Thomson M. Whitin formuliert.

## Annahmen
Das Modell geht von folgenden Annahmen aus:
- Nur ein betrachtetes Produkt (Wirtschaft)
- Zeitlich veränderliche Nachfrage, die jeweils zu Beginn einer Periode befriedigt wird.
- keine Beschränkung der Lager- oder Produktionskapazität
- fixe Losauflagekosten / Bestellkosten
- lineare variable Lagerhaltungskosten / Produktionskosten
- Die Einkaufspreise / Fertigungskosten sind im Zeitverlauf konstant und deshalb entscheidungsirrelevant
- Fehlmengen sind nicht erlaubt
- endlicher Planungszeitraum von T Perioden

Ziel ist nun zu entscheiden, wann wie viel bestellt / produziert werden soll, um die Summe aus fixen und variablen Kosten so gering wie möglich zu halten.

## Formulierungen
Das Modell lässt sich mit der dynamischen Programmierung lösen. Alternativ kann es auch als Warehouse Location Problem formuliert werden und mit darauf spezialisierten Methoden gelöst werden. Außerdem lässt es sich als kürzeste-Wege-Problem in einem Graph formulieren.

### Als Warehouse Location Problem
Bei einer Formulierung als Warehouse Location Problem, entspricht die Auflage eines Loses / eine Bestellung den potentiellen Standorten für die Standorterrichtungskosten (fixe Kosten) anfallen. Die einzelnen Perioden entsprechen den Kunden die von den Standorten (Lose) zu beliefern sind.

### Als Kürzeste-Wege-Problem
Wenn man das Wagner-Whitin-Modell als kürzeste-Wege-Problem in einem Graphen formuliert, so hat der gerichtete Graph forgende Gestalt:
- Die T+1 Knoten entsprechen den einzelnen Perioden t=1,2,...T. Der Knoten T+1 ist fiktiver Natur.
- Es existieren Pfeile zu jeder nachfolgenden Periode / zu jedem Knoten mit höherem t als der Ausgangsknoten. Die Pfeile entsprechen dabei den einzelnen Möglichkeiten Lose aufzulegen. In einem Modell mit 10 Perioden hat man in Periode 9 Zwei Möglichkeiten: In den Perioden 9 und 10 je ein Los auflegen (Pfeile von Knoten 9 nach 10 und 10 nach 11) oder ein gemeinsames Los für die beiden letzten Perioden (Pfeil von 9 nach 11)
- Die Gewichte (Länge) der Pfeile entspricht dabei der Summe aus den Kosten des entsprechenden Loses.

## Verfahren
Wagner und Whitin haben mit dem nach ihnen benannten Wagner-Whitin-Algorithmus ein Vorgehen gefunden, dass optimale Lösungen liefert. Außerdem existieren noch einige Heuristiken:
- gleitende wirtschaftliche Losgröße (least-unit-cost method)
- Stückperiodenausgleich (part-period method)
- Silver-Meal Heuristik
- Verfahren von Groff

### Bewertung verschiedener Verfahren
Verschiedene Verfahren der dynamischen Losgrößenermittlung bieten Zeitvorteile, welche durch Qualitätsnachteile erkauft werden. Diese beziffert Leinz in Wettbewerbsvorteile durch den Einsatz dynamischer Lagerhaltungsmodelle wie folgt:
| Verfahren                                     | k       | RZ in ms |
| Wagner Whitin-Verfahren (Optimallösung)       | 0 %     | 325,7855 |
| Verfahren von Leinz/Bossert/Habenicht         | 0,70 %  | 1,7213   |
| Groff-Verfahren                               | 1,88 %  | 0,1620   |
| Least Unit Cost-Regel                         | 7,31 %  | 0,3104   |
| Stückperiodenausgleich                        | 3,27 %  | 0,2499   |
| Dynamische Planungsrechnung (Freeland/Colley) | 25,49 % | 0,1782   |

k = Mehrkosten in % gegenüber der nach dem Wagner-Whitin-Algorithmus ermittelten Lösung

RZ = Rechenzeit

Prozentual sieht das dann so aus:
| Verfahren                                     | %-Abweichung von der Referenzlösung |
| Verfahren von Leinz/Bossert/Habenicht         | 0 %                                 |
| Groff-Verfahren                               | – 268 %                             |
| Stückperiodenausgleich                        | – 466 %                             |
| Least Unit Cost-Regel                         | – 1041 %                            |
| Dynamische Planungsrechnung (Freeland/Colley) | – 3632 %                            |

Je nach Problemstellung sollte eine Entscheidung gefunden werden, die die verfügbare Zeit mit der notwendigen Genauigkeit ausgewogen abwägt.

## Erweiterungen des Modells
Das Wagner-Whitin-Modell ist in vielerlei Hinsicht erweitert worden, beispielsweise durch knappe Lager- oder Produktionskapazitäten, variable Fertigungskosten oder Mengenrabatten.